# Моет і Шандон

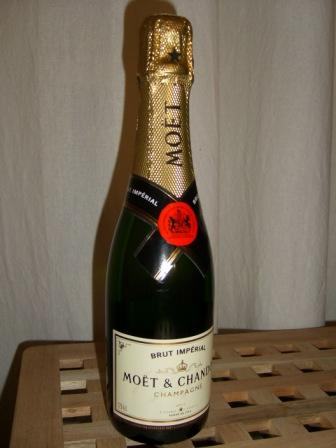
Пляшка Моет і Шандон

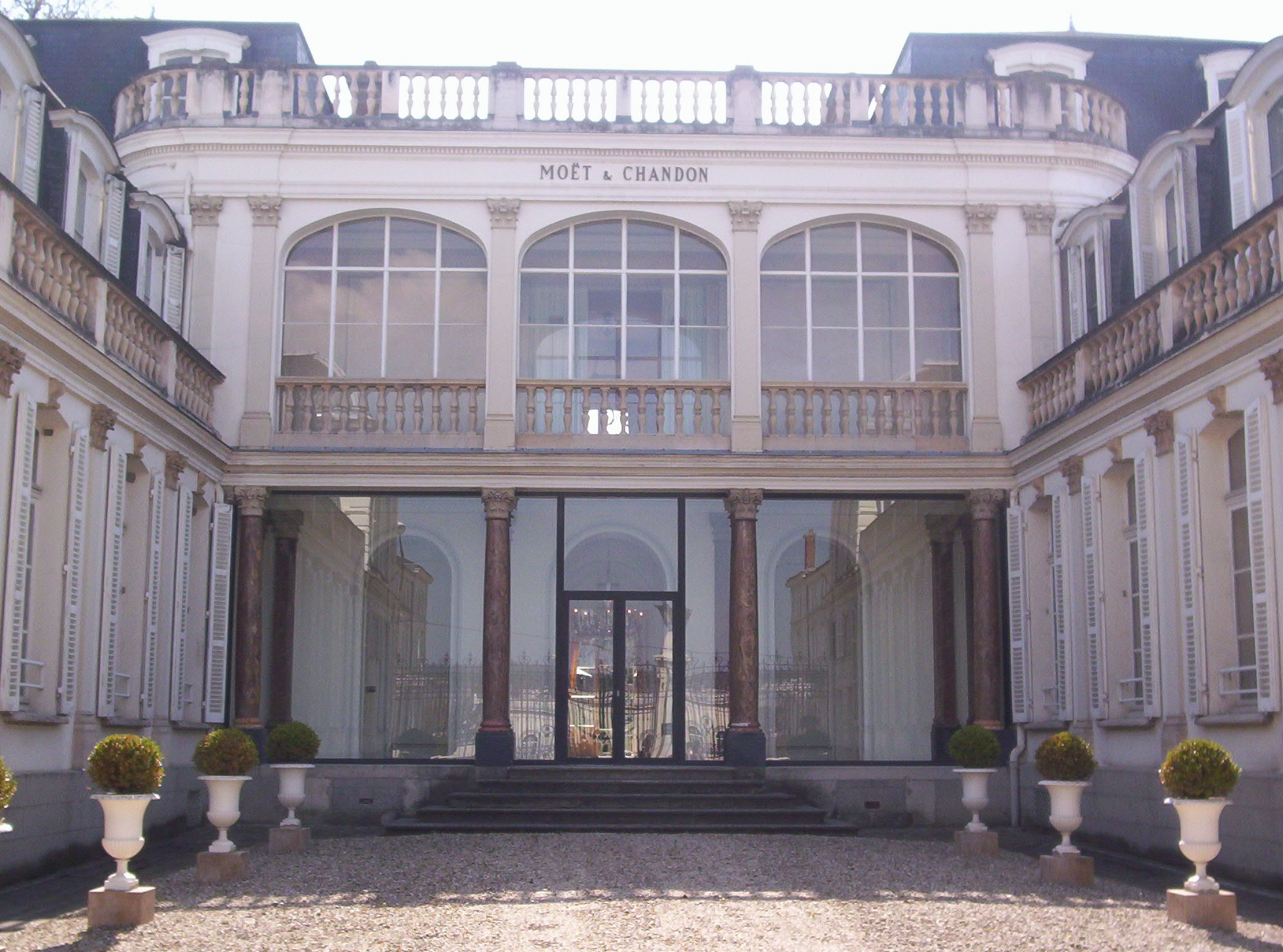
Центральний осідок компанії в Еперне, Франція

49°02′32″ пн. ш. 3°57′32″ сх. д. / 49.0421111° пн. ш. 3.9588939° сх. д.
Мое́т і Шандо́н (фр. Moët & Chandon, /moɛt ‿ e ʃɑdɔ/), — один з найбільших світових виробників шампанського. Був заснований у 1743 році Клодом Моетом, на сьогодні володіє більш ніж 1000 га виноградників і виробляє понад 26 мільйонів ящиків шампанського на рік.

## Історія

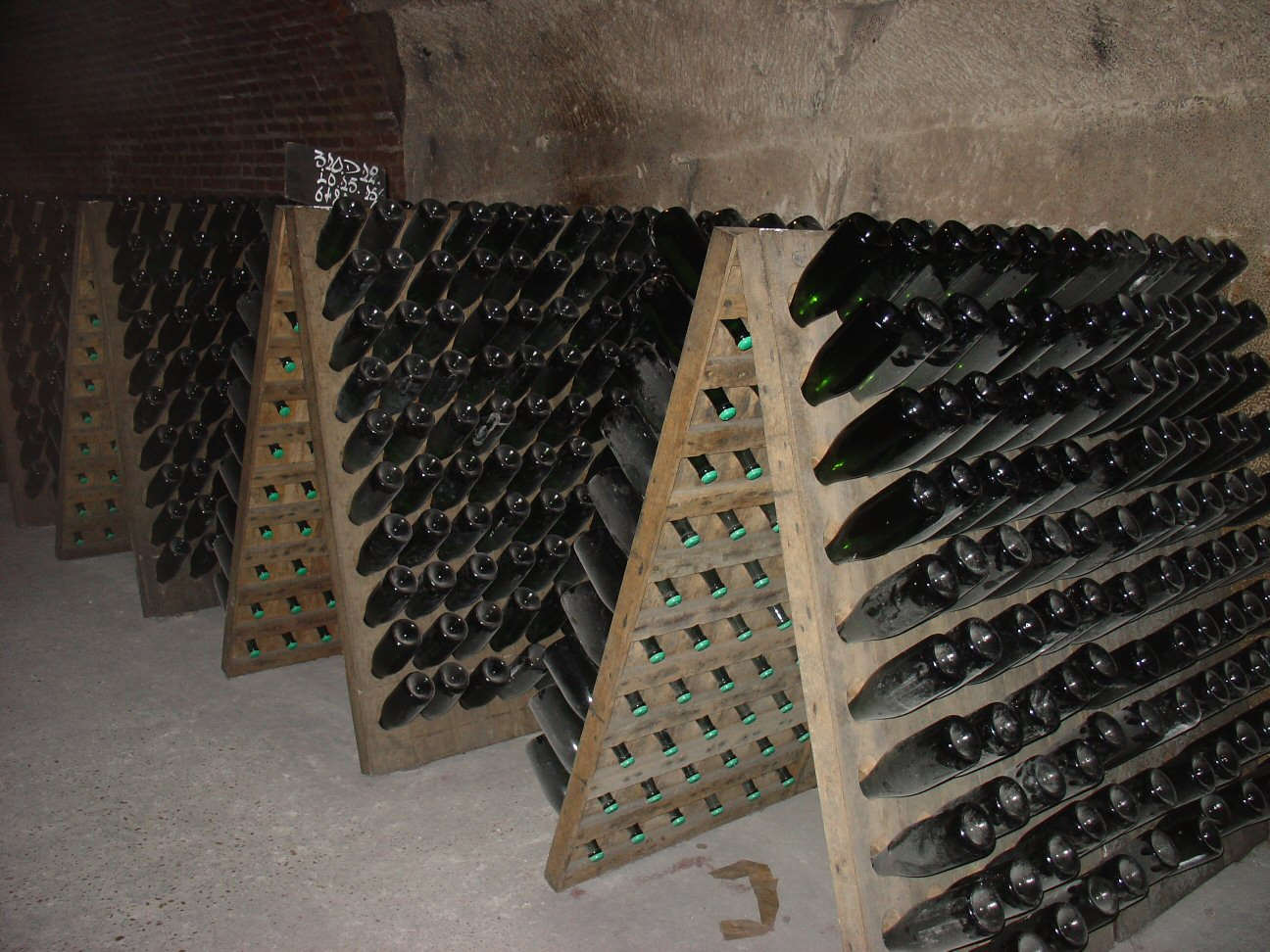
Винні погреби «Моет і Шандон» в Еперне

Компанія заснована в 1743 році, коли Клод Моет (Claude Moët) почав поставляти вина з французької провінції Шампань до Парижа. За часів Людовика XV значно зріс попит на ігристе вино. Бізнес Моет стрімко розширювався, і до кінця XVIII століття він експортував свої вина до всієї Європи й у США. Онук Клода Жан-Ремі Моет зробив марку всесвітньо відомою, поставляючи вина таким клієнтам, як Томас Джефферсон і Наполеон Бонапарт. Другу половину своєї назви компанія отримала, коли Жан-Ремі Моет передав у 1832 році половину своєї компанії своєму зятеві П'єру-Габріелю Шандону де Бріалльє, а другу половину — своєму синові Віктору Моету.
Слідом за введенням у 1840 році поняття марочного шампанського, Моет у 1842 році представив свій перший зразок такого вина. Найкраще продається бренд Брют Імперіал (Brut Imperial), що був представлений у 1860-х роках. Найвідоміша марка, Дом Периньйон, названа на честь ченця-бенедектинця, якого за легендою називали батьком Шампані. 
Моет і Шандон злилася з Хеннессі в 1971 році, а в 1987 році — з Louis Vuitton і стала офіційно називатися LVMH (Louis-Vuitton-Moët-Hennessy). Луї-Віттон-Моет-Хеннесі є найбільшою у світі групою компаній в індустрії luxury з обсягом продажів понад 16 млрд євро у фінансовому 2004 році. Моет і Шандон має королівський дозвіл як постачальник шампанського Королеви Великої Британії Єлизавети II.